# Aulacus amazonicus
Aulacus amazonicus (лат.) — вид перепончатокрылых наездников рода Aulacus из семейства Aulacidae. Бразилия (штат Амазонас), Колумбия (департамент Амасонас).

## Описание
Перепончатокрылые наездники. Голова чёрная; мезонотум красновато-оранжевый с проплеврой и переднеспинка чёрная; переднее крыло желтоватое с широкой чёрной полосой в центре и чёрной вершиной; метасома красновато-оранжевая с 4 вершинными сегментами и ножнами яйцеклада чёрные. Вершина с крупными и широко расставленными точками; мезонотум поперечно окаймлён; нотаули сходятся на трансскутальном сочленении; задний тазик блестящий, без килей и пунктур; длина яйцеклада 2,2 × длина переднего крыла. Затылочный киль отсутствует. Передние крылья с поперечной жилкой 2r-m. Претарзальные коготки простые, не гребенчатые и без зубцевидных выступов вдоль внутреннего края. Усики длинные 14-члениковые у обоих полов. Формула щупиков 6,4. Грудь с грубой скульптурой. Имеют необычное прикрепление брюшка высоко на проподеуме груди. Вид был впервые описан в 1917 году шведским энтомологом Абрахамом Романом (1872—1943) под названием Aulacinus amazonicus Roman, 1917.